# Winter/Hörbelt

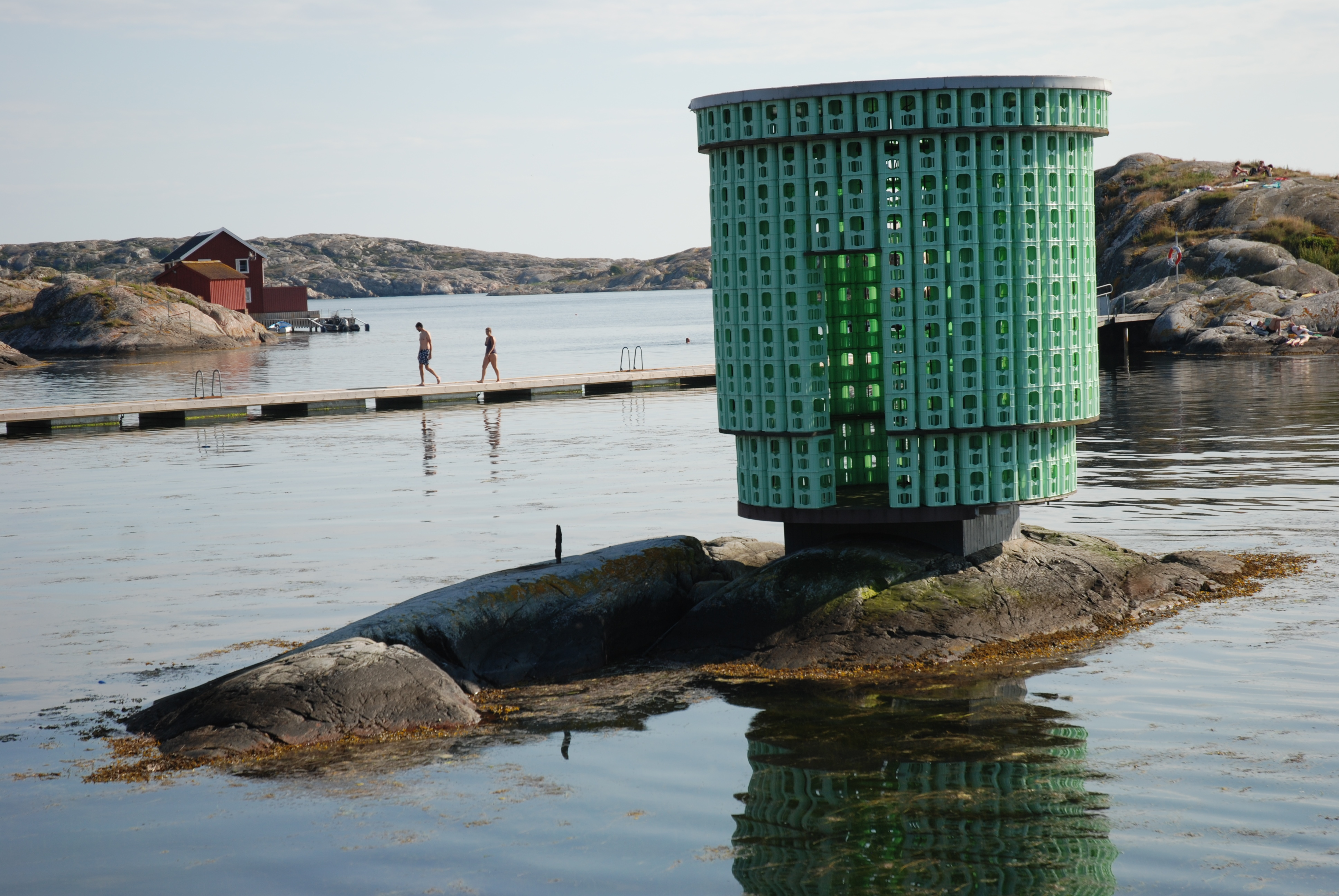
Project Lighthouse in Skärhamn, Schweden

Wolfgang Winter (* 1960 in Mühlheim am Main) und Berthold Hörbelt (* 1958 in Coesfeld) sind deutsche Bildhauer, die seit 1992 unter dem Namen Winter/Hörbelt kooperieren.

## Künstlerbiographie

### Wolfgang Winter
Wolfgang Winter studierte von 1980 bis 1982 Musik in Köln und nach einer Berufsausbildung zum Steinbildhauer ab 1985 Freie Kunst und Philosophie an der Kunsthochschule Kassel. Von 1986 bis 1989 setzte er sein Studium an der Staatlichen Hochschule für Bildende Künste – Städelschule Frankfurt am Main fort, wo er 1993 einen Lehrauftrag für Bildhauerei erhielt. Wolfgang Winter lebt und arbeitet in Frankfurt am Main.

### Berthold Hörbelt
Berthold Hörbelt studierte nach einer Berufsausbildung zum Steinbildhauer von 1984 bis 1989 an der Kunsthochschule Kassel. In den Jahren 1993–1998 erhielt er einen Lehrauftrag für „Plastisches Gestalten“ an der Fachhochschule Münster. Berthold Hörbelt lebt und arbeitet in Havixbeck und Frankfurt am Main.

### Wolfgang Winter + Berthold Hörbelt
Die Künstler Wolfgang Winter und Berthold Hörbelt kooperieren seit 1992 unter dem Namen Winter/Hoerbelt. Sie verstehen ihre Zusammenarbeit als Synergie von Ideen und Kompetenzen auf der Suche nach einem weiterführenden Skulpturbegriff.
Winter/Hörbelt sehen ihr Anliegen in der Erweiterung der Potentiale und Möglichkeiten ihres Forschungsgebietes in den Medien Installation (Kunst) und Skulptur. Das Ausloten von Grenzbereichen der Skulptur, wie Architektur oder Musik, führt zu gebäudeartigen Skulpturen (Kastenhausabbildung) oder klanganimierten Objekten, die im erweiterten Sinn als benutzbar wahrgenommen werden können. Künstlerisch anwendbare Materialerfindungen, wie etwa die Entwicklung von HOEWI 301, einem thermoplastischen Material auf der Basis von Tierleim, oder die Verwendung von industriellem Halbzeug, Autorücklichtern oder Getränkekisten zur Herstellung von Skulpturen sind ein zentraler Fokus ihrer Arbeit auch für den Öffentlichen Raum, für den sie weltweit zahlreiche Interventionen mit temporär oder permanent installierten Werken entwerfen und ausführen.
Winter und Hörbelt übernahmen bislang einige Lehraufträge, so etwa DAAD Dozenturen an der University of Fine Arts Hanoi, Vietnam (1999, 2001) und 2000–2001 eine Vertretungsprofessur an der Hochschule für Grafik und Buchkunst in Leipzig. Sie konzipieren Workshops zum Thema (z. B.: ACAF Alexandria/Goethe Institut, Kairo 2006: „Prototypes for an advanced outdoor visual culture“) und halten weltweit an Kunst-Institutionen Vorträge über ihre Arbeit.
Auf die Frage nach der Funktion und Motivation ihrer Kunst antworteten die Künstler vor einigen Jahren:

„Warum spielt ein Saxophonist gerne Saxophon? Hört Charlie Watts mitten im Lied mit dem Trommeln auf und fragt in die Stille des Raumes, was das ganze Musikmachen eigentlich soll? Warum sein Schlagzeug aus Trommeln besteht? Die Vision einer Funktion der Kunst ist ein Traum, den wahrscheinlich alle Künstler immer geträumt haben, dass zum Beispiel einer einen Nagel nimmt und ein Bild an die Wand bringt, weiter weg geht und glücklich ist, dass es genau dieses Bild gibt, weil die ganze Welt darin ist.“

## Ausstellungen
- 1997 Skulptur.Projekte in Münster 1997, Münster und Westfälisches Landesmuseum Münster
- 1999 48. Biennale Venedig, Italien
- 2000 ein│räumen, Kunsthalle Hamburg; Frankfurter Kreuz, Schirn Kunsthalle, Frankfurt am Main
- 2002 Hang Thiec Basket #4, Westfälisches Landesmuseum für Kunst und Kulturgeschichte, Münster, Deutschland
- 2002 Yokohama Triennale, Okinawa, Japan
- 2002 The Liverpool Biennial, Liverpool, England
- 2003 Beaufort: Triennial for Contemporary Art at the Seafront, Oostende, Belgien
- 2004 UK Projects, Yorkshire Sculpture Park, England
- 2004 Museum mit Kisten, Museum für Moderne Kunst, Frankfurt am Main, Deutschland
- 2008 Winter/Hoerbelt at Lieu Unique, Le Lieu Unique, Nantes, Frankreich
- 2014 Winter/Hörbelt: Körpermaumau, Museum Ostwall im Dortmunder U, Dortmund, Deutschland

## Öffentliche Sammlungen (Auswahl)
- Museum für Moderne Kunst, Frankfurt am Main, Deutschland
- Westfälisches Landesmuseums Münster, Deutschland
- ZKM Karlsruhe, Deutschland

- kunst:raum sylt quelle, Sylt, Deutschland

## Kunstwerke im öffentlichen Raum
- Yorkshire Sculpture Park, England
- "Pixelröhre Leonhard 8/8" auf dem Leube Skulpturenweg 2013

### Monographien, Sammelbände, Kataloge
- Dem Herkules zu Füßen, Ausstellung Museum Fridericianum, Kassel, 1995.
- Apertutto. 48. Biennale di Venezia 1999, Marsilio Edition, Venedig, 1999.
- Kunsthalle Bremen: Kunstpreis der Böttcherstrasse in Bremen 1999, Bremen 1999.
- Matzner, Florian (Hg.): Wolfgang Winter/Berthold Hörbelt: Kastenhäuser, Stuttgart 1999.
- Frankfurter Kreuz, Ausstellung Schirn Kunsthalle, Frankfurt, 2001.
- Hamburger Kunsthalle (Hg.): ein│räumen. Arbeiten im Museum. 61 aktuelle Projekte in der Hamburger Kunsthalle, Ostfildern-Ruit, 2000.
- Schwenk, Bernhard (Hg.): AIDSMEMORIAL. Revolver Archiv für Aktuelle Kunst, Frankfurt, 2002.
- 70/90. Engagierte Kunst, Ausstellung Neues Museum Nürnberg, 2004.
- Shinoda, Takatoshi / Koyama, Naomi / Tabata, Mikiko et al. (Hg.): Yokohama 2005 International Triennale of Contemporary Art. Art Circus, Jumping from the Ordinary, Yokohama, 2005.

### Aufsätze
- Skulptur. Projekte in Münster, in: Kunstforum International, Bd. 138, September/November 1997.
- Welti, Alfred: Münster tut gut, in: Art. Das Kunstmagazin, August 1997, S. 44.
- Matzner, Florian: Zum Werk von Wolfgang Winter und Berthold Hörbelt. Ein Fax-Dialog mit Florian Matzner, in: Matzner (Hg.), 1999, S. 11–41.
- Szeemanns Apertutto, in: Kunstforum International, Nr. 147, September–November 1999.
- Birnbaum, Daniel: “In der Arbeit geht es um eine veränderte Erfahrung des Raumes, des konkreten Umfeldes”. Daniel Birnbaum im Gespräch mit Wolfgang Winter und Berthold Hörbelt, in: Wappler (Hg.), 2003, S. 19–24.
- Wappler, Friederike: Skulpturen im kommunikativ erweiterten Feld, in: Künstler. Kritisches Lexikon der Gegenwartskunst, Ausgabe 64, Heft 31, 4. Quartal 2003.